# Daverdisse
Daverdisse (valonă Dåvdisse) este o comună francofonă din regiunea Valonia din Belgia. Comuna este formată din localitățile Daverdisse, Gembes, Haut-Fays și Porcheresse. Suprafața totală a comunei este de 56,40 km². La 1 ianuarie 2008 comuna avea o populație totală de 1.366 locuitori. 
Comuna Daverdisse se învecinează cu Wellin, Libin, Beauraing, Paliseul și Gedinne.
1. ↑  GeoNames, accesat în 4 decembrie 2022